# Équipe de France de football en 1906
Chronologie
Saison précédente Saison suivante

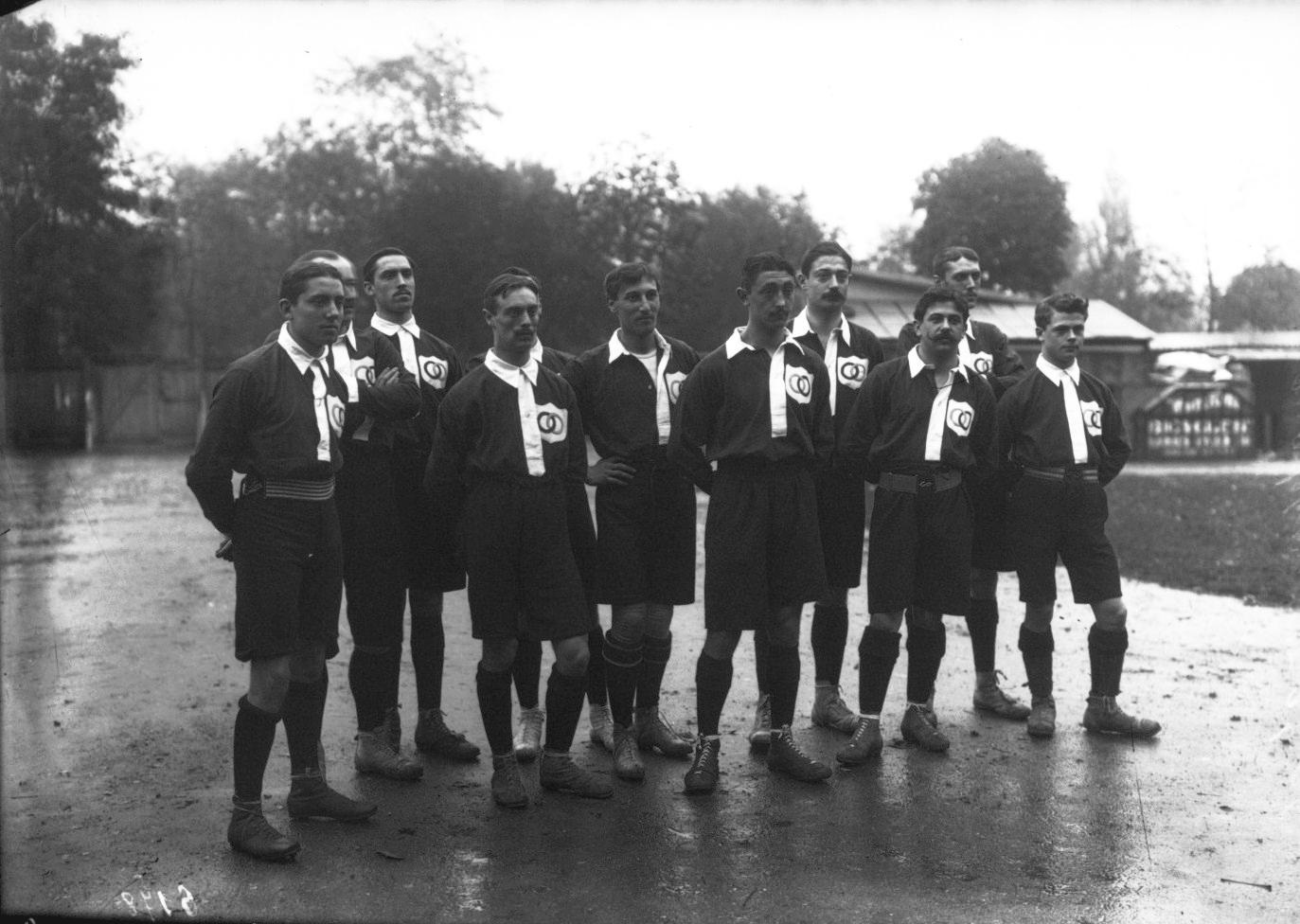
L'équipe qui affronte l'Angleterre amateur le 1er novembre. De gauche à droite : Sartorius, Baton, Royet, Moigneu, François, Allemane, Cyprès, Schubart et Verbrugghe.

Deux matches officiels ont lieu pour l'équipe de France de football en 1906 qui se soldent par deux défaites et surtout par l'une des plus importantes de son histoire à domicile face à une équipe amateur représentant l'Angleterre. Pour ce match les bleus ont joué en rouge et Julien Verbrugghe devient, à 16 ans et 10 mois, le plus jeune international français. À la 66e minute, l'arbitre accorde un penalty pour un main involontaire de Fernand Canelle. Vivian John Woodward le tire exprès en dehors du cadre.
Face à la Belgique, malgré un score lourd, Georges Crozier entre dans l'histoire en devenant le premier gardien de l'équipe de France de football à arrêter un penalty.

## Les joueurs
| Joueurs                                                     |    |    |
| Gardiens de but                                             |    |    |
| Georges Crozier (US Parisienne) (2eet dernière sélection)   | 90 |    |
| Zacharie Baton (Olympique lillois) (1resélection)           |    | 90 |
| Défenseurs                                                  |    |    |
| Henri Moigneu (US Tourquennoise)                            | 90 | 90 |
| Joseph Verlet (CA Paris) (3esélection)                      | 90 |    |
| Fernand Canelle (Club français) (4esélection)               |    | 90 |
| Milieux                                                     |    |    |
| Julien Du Rhéart (SA Montrouge) (1resélection)              | 90 |    |
| Louis Schubart (Olympique lillois) (1resélection)           | 90 | 90 |
| Pierre Allemane (RC Paris) Capitaine                        | 90 | 90 |
| Charles Wilkes (Havre Sports) (3esélection)                 |    | 90 |
| Attaquants                                                  |    |    |
| Gaston Cyprès (CA Paris)                                    | 90 | 90 |
| Marius Royet (US Parisienne)                                | 90 | 90 |
| Adrien Filez (US Tourquennoise) (4esélection)               | 90 |    |
| Albert Jouve (Gallia Club Paris) (1reet dernière sélection) | 90 |    |
| Louis Mesnier (CA Paris) (4esélection)                      | 90 |    |
| André François (Racing Club de Roubaix) (1resélection)      |    | 90 |
| Émile Sartorius (Racing Club de Roubaix) (1resélection)     |    | 90 |
| Julien Verbrugghe (AS Française) (1resélection)             |    | 90 |

## Sources
- L'Equipe de France de Football : L'intégrale des 497 rencontres de 1904 à 1991